# Гарин, Юрий Андреевич
Ю́рий Андре́евич Га́рин (род. 22 июня 1959, Челябинск) — российский композитор, автор-исполнитель, поэт, аранжировщик, продюсер. Лауреат песенных, музыкальных, телевизионных фестивалей и конкурсов и член жюри многих из них, обладатель Национальных Премий «НАШИ ПЕСНИ», «Шансон года», «Звёздное небо», «Серебряный Камертон», «Весна студенческая», международной премии «ПИЛАР» в области культуры и искусства и многих других. Как певец известен песней «Ханума».

## Биография
Юрий Гарин родился в Челябинске. В восемь лет Юрия отдали в музыкальную школу по классу виолончели, а в двенадцать лет он начал учиться играть на гитаре.
Первые песни были написаны им примерно в 14-15 лет. Сначала Гарин пел их своим друзьям, затем стал выступать в рок-группе «МакЛен», которая стала лауреатом Всесоюзного конкурса рок-исполнителей. После посещения одного из бардовских фестивалей в Ильменах стал отдавать предпочтение этому жанру.
В 1979 году окончил Московский инженерно-физический институт, работал в одном из закрытых городов Челябинской области, параллельно сочинял песни. В 1988 году получил второе высшее образование на экономическом факультете Челябинского государственного университета, после чего переехал в Москву и поступил в аспирантуру.

## Деятельность
C 1990 по 1996 год Юрий Гарин жил и работал в Брюсселе (Бельгия), занимался написанием музыки для сериалов, радио, выступал в русских и бельгийских ресторанах с цыганскими, еврейскими, русскими, английскими и французскими песнями. В 1996 году, побывав очередной раз в России, решил вернуться на Родину.
В марте 1991 года — создание компании «Юрга-Рекордс», которая занимается полным производственным циклом, включающим в себя запись музыкального материала, сведение, мастеринг, создание песен и музыки разных жанров, аранжировка, саунд-продюсирование, музыка для телерадиопрограмм и кинофильмов, производство и продвижение аудиовидеопродукции, а также видеопродакшн.
В 1992 году выиграл конкурс ОРТ на лучший джингл для «Новостей», а также написал музыкальные джинглы для программы «Утро» ЦТ, 1 канал, для радио «Возрождение», продюсировал и обеспечил полное музыкальное сопровождение музыкального фильма «Музыка в стиле Шампанского» кинокомпании «Триллер».
В период с 1993 года по настоящее время Юрий Андреевич принимал участие в следующих проектах:
- в 1993 году работал над музыкальным обеспечением «Вольво в России» (Гётеборг, Швеция) и «Шевроле в Москве» — рекламный фильм «Реанимобиль» (Россия — США), который также и продюсировал.
- продюсировал и писал музыку для музыкального телепроекта «Ночные страсти» компании «Триллер», который шёл по 1 каналу ЦТ в 1993—1994 годах, в этот же период создавал музыку и джинглы для радио «Москва».
- в 1995 году писал музыкальное сопровождение и продюсировал художественный фильм «Кукольный дом» компании «Триллер», занимался звукорежиссурой и музыкальным сопровождением телесериала «В тумане» ТВ Голландии.
- в 1996 году работал над саундтреком к фильму «Пушкин-центр», ТВ Голландии и музыкой для радио «Бруссель-русская волна».
- в 1997 году писал танцевальную музыку и саундтреки, продюсировал музыкальный проект «MOSKOW DANCE», в рамках 850-летия Москвы.
- в 1998 году создал саундтрек к художественному фильму «Сезон охоты» кинокомпании «Серебряный век», занимался звукорежиссированием художественного фильма «Отстрел» компании «Дерби синема», а также полным музыкальным сопровеждением для радио «Говорит Москва».
- в 1999 году писал музыку к рекламным клипам для компании «Труссарди в Москве» (Италия).
- в период с 1999 по 2006 год занимался продюсированием, аранжировками, песнями для музыкального проекта «Наши Песни», Master Sound Records.
- в 2002 году написал музыку к произведениям Леонида Филатова «Про Федота-стрельца», «Лизистрата», «Дилижанс», а также продюсировал Международный горнолыжный фестиваль «ЧЕГЕТ», составил сценарий, написал музыку, осуществлял режиссуру и продюсирование серии авторских телепередач «Паром Наших Песен» компании «Телеинформ», написал песню «А жизнь уходит…» для программы о детских домах по телеканалу НТВ.
- в 2003 году работал над музыкой и продюсированием рекламной кампании, съёмок фильма MTV «Fischer и Red Bull на Эльбрусе» (Франция — Австрия — Новая Зеландия — Россия — Германия).
- в 2004 году являлся саунд-продюсером проекта ТВЦ «Концерт Высоцкого в Звёздном» к 60-летию В. С. Высоцкого, вручение премии «Своя колея», в котором приняли участие ведущие звезды театра и кино, а также написал музыку к серии передач «Играем в кино» ТВ-3.
- в период с 2004 по 2008 год писал музыку к передачам, аранжировки, джинглы для серии телепередач «Школа ремонта» компании «Версия», Дэвид Гамбург.
- в 2005 году писал музыку к передачам «Две блондинки против грязи». (Англия-Россия). ТНТ. Компания «Версия», Дэвид Гамбург.

ТВЦ, ТВ «Культура», радио «Шансон», «МК». Первый Московский Международный Фестиваль «Здравствуйте, люди!». Телеверсия в ГЦКЗ «РОССИЯ».
- в 2007 году создал музыку и песни к художественному фильму «Иностранцы» (РТР, Мосфильм), написал гимн компании «МЕГАФОН».
- в 2008 году написал музыку для телеканалов СТРИМ ТВ: «РЕТРО» и «КНИЖНЫЙ ШКАФ», музыку к рекламному фильму компании «СУЭК», создал авторскую программу на радио «КАБ-ФМ»[3] о «науке Каббала»

Юрий является художественным руководителем фестиваля, членом жюри и оргкомитета. Он принимал участие в таких проектах:
- с 2005 года — работа в жюри Ежегодного Всероссийского телефестиваля «Моя провинция». Борисоглебск-Сочи.
- в 2005—2007 годах — концерты в рамках Международного проекта «Русская неделя» (Франция-Швейцария-Австрия-Россия).
- в 2006—2007 годах — Международный музыкальный фестиваль «БУДУЩЕЕ»[4] (Культурно-спортивный центр «Щуколово»). Конкурсы в жанрах: рок-н-ролл, джаз, рок, авторская песня, шансон. Спортивная программа: Кубок «Fischer» по теннису, Кубок России по велобайку.
- в 2007 году — Международный ежегодный фестиваль авторов-исполнителей «Наши Песни»[5]. Вручение Национальной премии «НАШИ ПЕСНИ». Москва, Политехнический Музей.

Член Жюри, участник культурной программы 1-го Всероссийского фестиваля радио.
Юрий Гарин лауреат более пятидесяти песенных и музыкальных конкурсов и фестивалей, таких как Курский, Ильменский фестиваль, Московский «Наши Песни», и в последнее время член жюри многих из них.
Дипломант «Всесоюзного Фестиваля Народов СССР», Обладатель Национальной Премии «Шансон Года-2003» в номинации «Монолог души», Лауреат международной премии «ПИЛАР»-2005г.
Имеет спортивные разряды по теннису, горному и водному туризму, мотокроссу, супермарафону и дзюдо. Кандидат в Мастера спорта по горным лыжам.
На сегодняшний день им написано более трёхсот музыкальных работ для радиостанций, телепрограмм и рекламных кампаний, более шестисот стихов и песен. Музыка и песни звучат в более чем двадцати кинофильмах и в театрах.

## Дискография
- Юрий Гарин 1990
- Старые друзья 1999
- Ну что ты хочешь от меня? 2001
- Десять лет спустя 2001
- Здравствуйте, люди! 2002
- Золотая серия 21 века. Наши барды
- У случая в плену 2007